# Circuito callejero de Hanói
El circuito callejero de Hanói iba a ser un circuito de carreras urbano localizado en Nam Từ Liêm, Hanói, Vietnam. Fue anunciado oficialmente por la FIA el 7 de noviembre de 2018 e iba a acoger el Gran Premio de Vietnam de Fórmula 1 a partir de 2020.
El diseño del circuito corrió a cargo del ingeniero Hermann Tilke. Iba a contar con 5,613 metros de longitud, 23 curvas y una recta de 1,5 km donde se estimaba que los monoplazas de F1 alcanzaran los 335 km/h, además de un sector sinuoso de varias curvas de izquierda y derecha.
La construcción comenzó en marzo de 2019. Hanói se suma a una importante lista de circuitos urbanos asiáticos creados por Tilke para las últimas temporadas de Fórmula 1. A finales de febrero de 2020, semanas luego de que el Gran Premio de China de F1 programado para el 19 de abril fuese suspendido por la pandemia de COVID-19, las autoridades locales afirmaron que «los preparativos estaban yendo de acuerdo al programa establecido» y que el evento programado para el 5 de abril «se llevaría a cabo según lo previsto». El Gran Premio fue suspendido oficialmente el 13 de marzo debido a dicha pandemia.
Actualmente el circuito se encuentra abandonado tras la cancelación del Gran Premio vietnamita.